# Chaetodon larvatus
Espèce
Statut de conservation UICN

 LC  : Préoccupation mineure
Le Poisson-papillon masqué de mer Rouge ou Poisson-papillon à tête orange (Chaetodon larvatus) est une espèce de poissons appartenant à la famille des Chaetodontidae.

## Description
Cette espèce peut atteindre 12 cm.